# Juan Valero y Soto
Juan Valero y Soto (Madrid, 1817-Madrid, 1890) fue un político y diplomático español, diputado a Cortes durante el reinado de Isabel II.

## Biografía
Nació el 24 de marzo de 1817 en Madrid, hijo de Niceta Josefa Soto y Mariano Valero y Arteta. Político y diplomático, estuvo destacado en España y Lisboa y además ejerció el cargo de consejero de Estado. Obtuvo escaño de diputado a Cortes en las elecciones de 1853, 1857, 1858, 1863, 1864 y 1867. Fue redactor de El León Español, El Horizonte (1854), Merlin (1856) y El Fénix (1857-1859). Fiel a la dinastía borbónica, siguió en el exilio a la reina Isabel II, la cual premió su lealtad con un título de marqués, que Valero, según Ossorio y Bernard, no pretendió que fuese ratificado por los gobiernos de la Restauración. Falleció el 24 de noviembre de 1890 en Madrid.